# Phan Văn Vàng
Phan Văn Vàng (? - ?) là võ quan nhà Nguyễn và là người đầu tiên khám phá và gieo trồng thành công giống lúa sạ tại An Giang (Việt Nam).

## Tiểu sử sơ lược
Phan Văn Vàng, không rõ thân thế, chỉ biết ông là Cai cơ  trong quân ngũ nhà Nguyễn ở An Giang.
Tháng 6 năm 1867, quân Pháp tiến chiếm An Giang. Sau khi bị giải giới, ông đến Đa Phước thuộc Tân Châu sinh sống bằng nghề nông. Tình cờ, một hôm có một chuyên viên thủy văn người Pháp nhờ ông tìm thuê một số nhân công giúp việc dưới tàu, để đến Campuchia nghiên cứu tình hình mực nước sông Mê Kông.
Tìm người xong, ông xin quá giang theo. Khi đến Campuchia, ông thấy nông dân ở đây cánh tác loại lúa chịu nước, nước cao bao nhiêu thì lúa cao bấy nhiêu. Ông mừng lắm vì bấy lâu nay ở nơi đầu nguồn sông Tiền - sông Hậu, người dân vẫn thiếu gạo ăn, vì cứ mỗi khi nước lũ từ Campuchia đổ nhanh về (dân địa phương gọi đây là mùa nước nổi, thường là từ tháng 7 âm lịch kéo dài cho đến tháng 10 âm lịch hàng năm) thì mùa màng đều hư hại hết.
Sau khi tìm hiểu và học hỏi kỹ thuật gieo trồng, năm 1891, ông Vàng chọn mua hai loại giống lúa (tên Việt là lúa Nàng Đùm và lúa Nàng Phược), về gieo trồng thử ở Phước Hưng, Hà Bao, Châu Phú,...và đã gặt hái thành công. Ông được Chủ tỉnh Châu Đốc lúc bấy giờ la Doceuil khen ngợi và cho đem nhân rộng giống lúa này ra các nơi.
Người Pháp gọi hai giống lúa này là lúa nổi (riz flottant) vì nó lớn lên theo con nước; còn người Việt thì gọi là lúa sạ bởi loại lúa không cần phải cấy, chỉ cần rải (sạ) hạt giống xuống ruộng rồi tự nó sẽ mọc lên, mà không cần dùng đến phân, thuốc.
Tính đến năm 1930, diện tích lúa sạ ở An Giang là 137.000 ha, và đã cho sản lượng cao nhất nước, góp phần quan trọng đưa nền kinh tế của tỉnh đi lên.
Cây lúa này đã được nhà thơ Kiên Giang ca ngợi trong một bài thơ dài, trong đó có câu:
...Nước càng cao lúa càng cao
Lúa lên theo nước vẫy chào áng mây.
Mồ hôi chảy xuống đất lầy,
Cho dài lá lúa cho đầy chén cơm...
(Lúa sạ miền Nam)
Ghi công ông, tên Phan Văn Vàng được đặt cho một con đường trong nội ô thị xã Châu Đốc.

## Sách tham khảo
- ThS, Phan Văn Kiến (chủ biên), Lịch sử địa phương An Giang. Nhà xuất bản Giáo dục, 2009, tr. 49.